# Capo Verde ai Giochi della XXVIII Olimpiade
Capo Verde ha partecipato ai Giochi della XXVIII Olimpiade ad Atene, in Grecia.

## Risultati

### Atletica leggera
Maschile
Eventi di corsa e prova su strada
| Atleta           | Evento   | Finale  | Finale    |
| Atleta           | Evento   | Tempo   | Posizione |
| ---------------- | -------- | ------- | --------- |
| António Zeferino | Maratona | 2:36:22 | 78°       |

### Pugilato
| Atleta         | Evento            | 16-esimi                 | Ottavi               | Quarti               | Semifinali           | Finale               |
| Atleta         | Evento            | Avversario Risultato     | Avversario Risultato | Avversario Risultato | Avversario Risultato | Avversario Risultato |
| -------------- | ----------------- | ------------------------ | -------------------- | -------------------- | -------------------- | -------------------- |
| Flávio Furtado | Pesi mediomassimi | Stewardson (CAN) P 20-32 | Non qualificato      | Non qualificato      | Non qualificato      | Non qualificato      |

### Ginnastica

#### Ginnastica ritmica
Femminile
| Atleta         | Evento               | Qualificazione | Qualificazione | Qualificazione | Qualificazione | Qualificazione | Finale          | Finale          | Finale          | Finale          | Finale          | Finale     |
| Atleta         | Evento               | Cerchio        | Palla          | Clavi          | Nastro         | Totale         | Cerchio         | Palla           | Clavi           | Nastro          | Totale          | Classifica |
| -------------- | -------------------- | -------------- | -------------- | -------------- | -------------- | -------------- | --------------- | --------------- | --------------- | --------------- | --------------- | ---------- |
| Wania Monteiro | Concorso individuale | 18.050         | 18.550         | 18.400         | 16.900         | 71.900         | Non qualificata | Non qualificata | Non qualificata | Non qualificata | Non qualificata | 24ª        |